# Boletochaete bicolor
Boletochaete bicolor är en svampart som beskrevs av Singer 1986. Boletochaete bicolor ingår i släktet Boletochaete och familjen Boletaceae.   Inga underarter finns listade i Catalogue of Life.